# Inquice

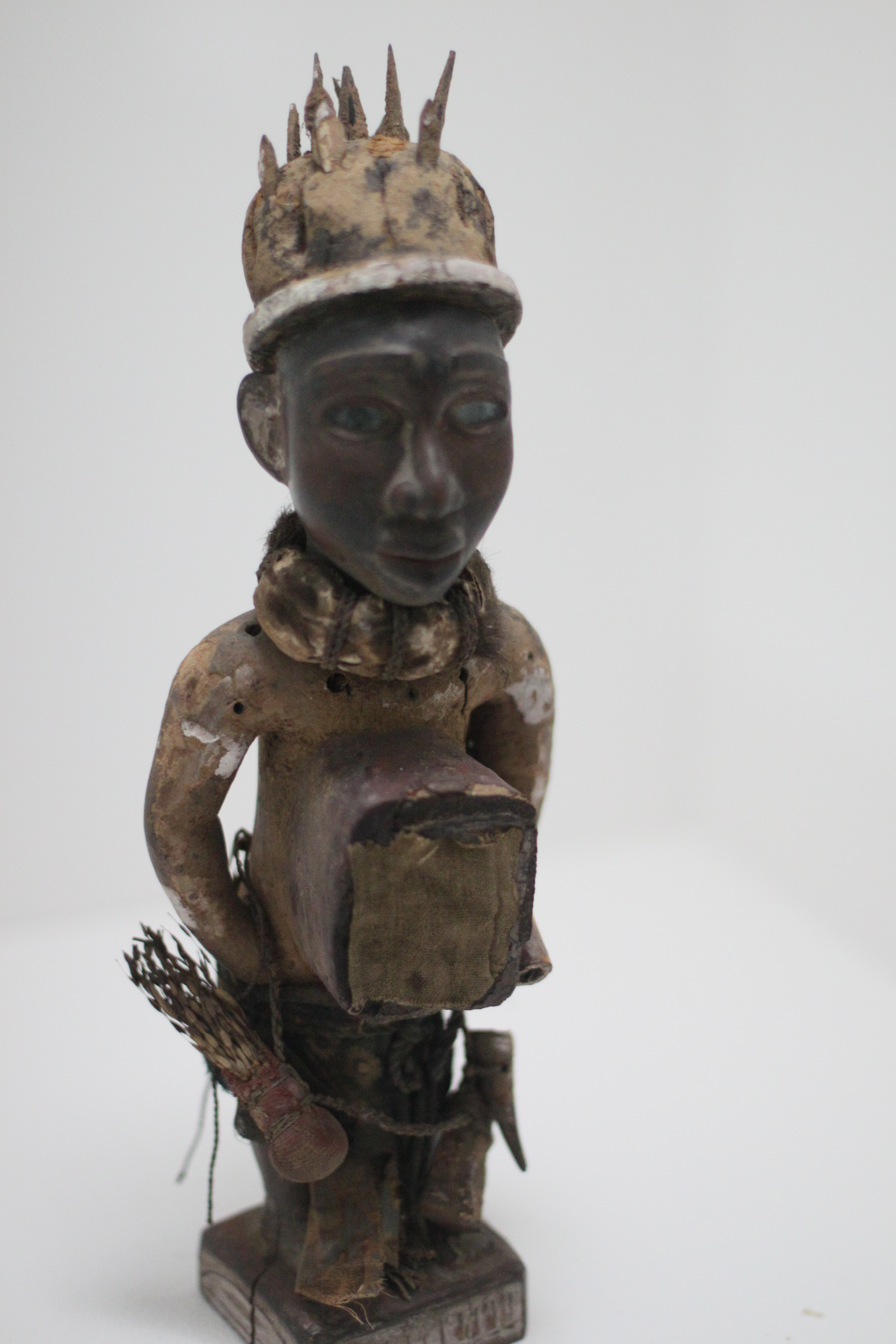
Representação de inquice congolês no Museu Etnológico de Berlim

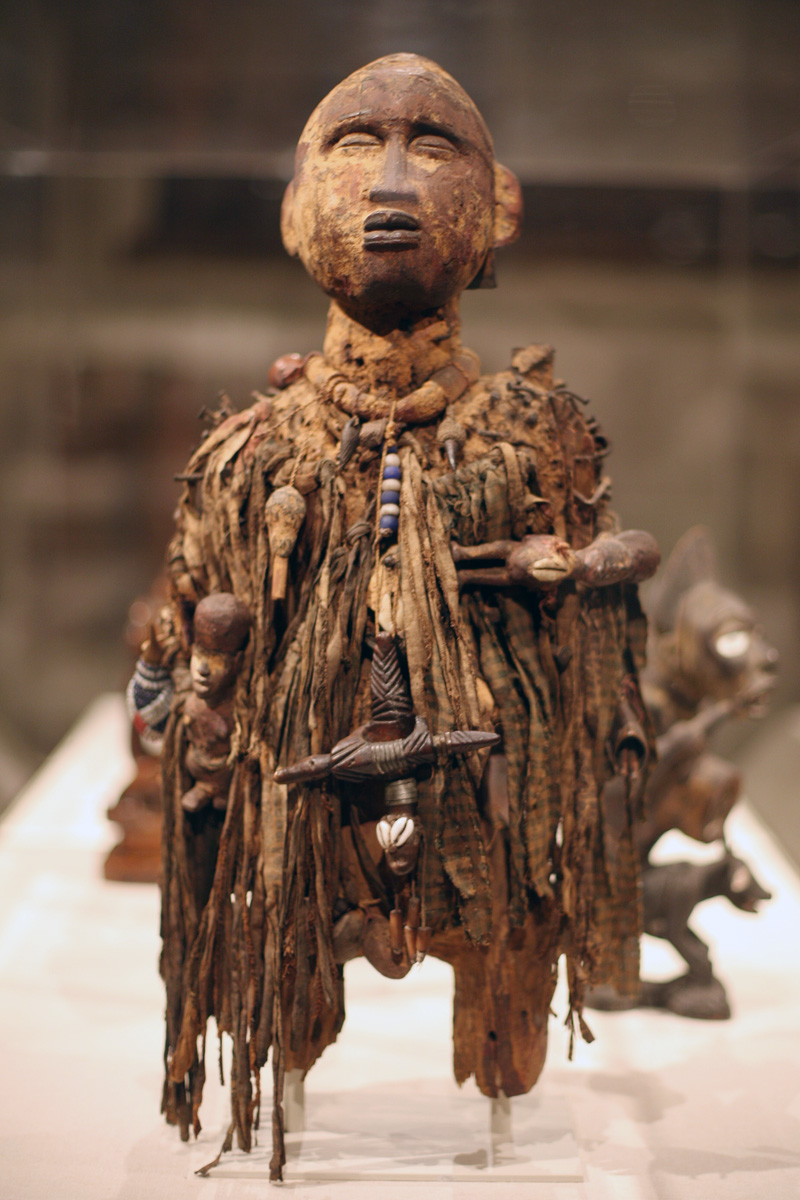
Figura de poder: Masculina (Nkisi). Criada entre 1800 e 1950, RDC, Museu Metropolitano de Arte, Nova Iorque, Coleção Memorial Michael C. Rockefeller, Legado de Nelson A. Rockefeller, 1979

Inquice, enquice, equice ou iquice (em quimbundo: nkisi), no candomblé de rito Congo-Angola, são divindades equivalentes aos orixás iorubás. No panteão dos povos de língua quimbunda originários do Norte de Angola, o deus supremo e criador é Zambi; abaixo dele, estão os minkisi ou mikisi (plural de nkisi: "receptáculo"), divindades da mitologia banta.

## Etimologia e significado
O significado atual do termo deriva da raiz proto-Njila *-kitį, que designa uma entidade espiritual ou objetos materiais nos quais tal entidade se manifesta.
Em suas primeiras aparições registradas nos dialetos Kikongo do século XVII, o termo foi transliterado para o neerlandês como mokissie, pois o prefixo nominal "mu-" ainda era pronunciado. Viajantes neerlandeses relataram seu uso no reino de Loango (atualmente Cabinda) em 1668, descrevendo-o como termo que se referia tanto ao objeto quanto à entidade espiritual que nele habita.
No século XVI, quando o Reino do Congo foi convertido ao catolicismo romano, o termo ukisi foi usado no Catecismo de 1624 para traduzir o termo "santo".
Nkisi é um termo proveniente da língua quimbundo, mas seus cognatos estão presentes em diversas línguas do grupo bantu. O termo pode designar um espírito, um amuleto, um tratamento médico, uma máscara ou até certos seres humanos com capacidades espirituais especiais.

## Uso
A comunicação com ancestrais e a crença na eficácia de seus poderes estão intimamente associadas aos inquices na tradição dos Congo. Entre os Bakongo e os Songye de Kasai, acredita-se que poderes excepcionais vêm da comunicação com os mortos. Os ingangas são curandeiros e médiuns que defendem os vivos contra a feitiçaria e oferecem remédios espirituais.
Os ingangas manipulam os poderes dos bakisi (espíritos) criando inquices. Estes são recipientes espirituais — vasos de cerâmica, cabaças, chifres, conchas, feixes ou qualquer objeto que contenha substâncias espiritualmente carregadas. Mesmo túmulos podem ser considerados inquices por abrigarem os mortos. Alguns são descritos como “túmulos portáteis”, contendo terra ou relíquias de ancestrais poderosos.
Objetos metálicos inseridos nas figuras representam promessas, pactos e ações contra o mal. Os inquices são ativados em rituais e usados para curas, proteção, caça, comércio e resolução de conflitos.
As substâncias colocadas nos inquices são chamadas de bilongo ou milongo (singular nlongo), frequentemente traduzidas como “medicinas”, mas mais adequadamente “substâncias terapêuticas”. Escolhidas por suas propriedades simbólicas, como garras para capturar culpados, incluem frutas (luyala), carvão (kalazima), cogumelos (tondo), minerais, argila branca e ocre vermelho.

## Tipos

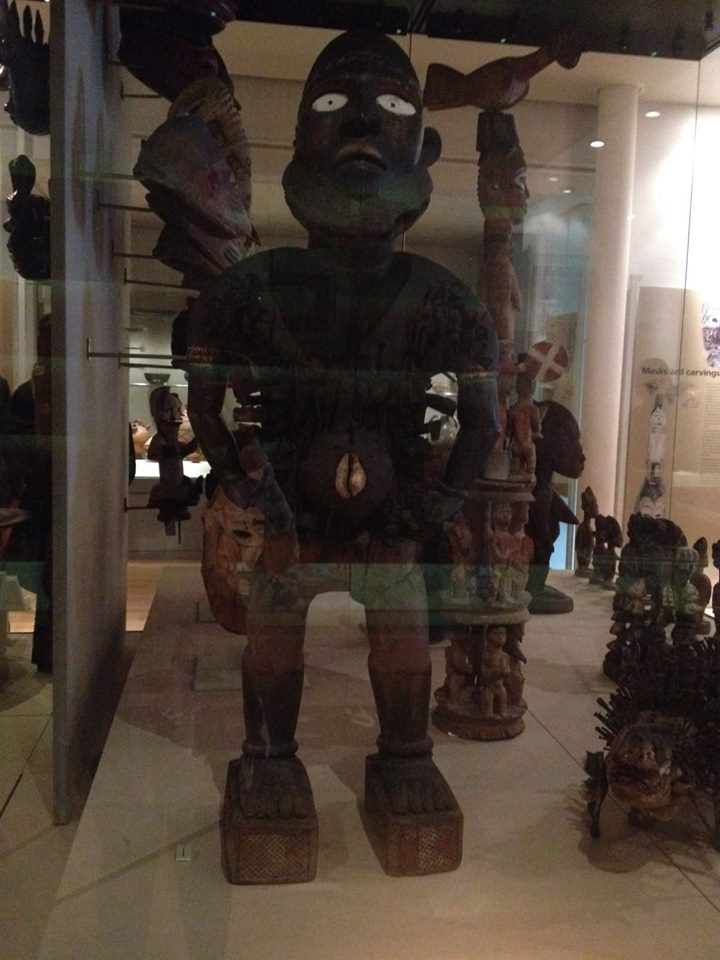
Figura de poder inquice Mangaaka, Museu de Manchester

Os inquices são classificados como “do alto” (associados ao céu, chuva e trovões, considerados masculinos e violentos) e “de baixo” (ligados à terra e águas, afetando o corpo inferior). Causam dores ou curam doenças específicas. Animais como cães (kozo) simbolizam o trânsito entre os mundos dos vivos e dos mortos, às vezes com duas cabeças.
Na monanga são associados a sabedoria e prosperidade, enquanto npezo têm aparência ameaçadora e perdem força quando ridicularizados.
Há diferença entre figuras pessoais (guardadas em domicílios) e comunitárias (exibidas para proteger a aldeia).

## Nkondi
Nkondi (plural: minkondi, zinkondi) são inquices agressivos. Muitas figuras do século XIX foram ativadas com pregos, sendo chamadas de “fetiches de pregos”. Podem ter espelhos no estômago ou olhos, representando visão espiritual, e conter pólvora para combater feitiçaria (ndoki).
Esses objetos servem para caçar criminosos, punir, curar doenças e proteger juramentos. O adoecimento pode indicar violação de pacto com um nkondi.
Embora existam desde o século XVI, os exemplos mais conhecidos vêm do norte da região cultural Kongo entre os séculos XIX e XX.

## Impacto moderno
Figuras inquices adquiridas por europeus no século XIX influenciaram a arte moderna. Artistas como Renee Stout criaram suas versões contemporâneas, como na exposição "Astonishment and Power" no Smithsonian Institution.
O artista congolês Trigo Piula pintou séries como "Novo Fetiche", criticando influências como a televisão.

## Galeria
- Inquice masculino do povo Songye, Museu de Arte de Birmingham
- Figura inquice, Museu do Brooklyn
- Inquice masculino com tiras de couro
- Inquice feminina, Museu de Arte de Birmingham

## Diáspora nas Américas
No candomblé de rito Congo-Angola, os inquices são divindades equivalentes aos orixás do rito nagô. No panteão dos povos de língua quimbunda, originários do Norte de Angola, o deus supremo e criador é Zambi; abaixo dele estão os inquices, divindades da mitologia banta.

### Brasil
Os principais inquices no Brasil são:
- Aluvaiá - da comunicação e do corpo humano e guardião da comunidade;[16]

- Angorô - do arco-íris, que traz a fertilidade do solo com suas chuvas;[17]

- Cabila - da caça, fartura, abundância e das matas;[18]

- Catendê - das folhas, agricultura, medicina e ciência;[19]

- Caviungo[20] ou Cafungê[21] - da terra, da saúde e da morte;[22]

- Dandalunda - das águas doces, fertilidade, fecundação, vida marinha, das raízes e cachoeiras;[23][24][25][26]

- Gangazumba - da lama, da decomposição e dos pântanos;[27]

- Incoce - da forja, do ferro, da tecnologia, agricultura, guerras e soldados;[28]

- Lemba - da procriação, da luz e da paz, pai de todos os inquices;[29]

- Matamba - dos ventos, raios, tempestades e da chuva;[30]

- Pombajira - dos caminhos, encruzilhadas, bifurcações e comunicação;[31]

- Quitembo - do tempo cronológico e mítico, atmosfera, tempestade e vento. Patrono do Candomblé de Angola; [32][33]

- Vunje - da inocência e protetor das crianças;[33]

- Zaze - dos trovões e relâmpagos e a representação do equilíbrio do cosmo;[34]

O Deus supremo e Criador é Zambi; abaixo dele, estão os inquices, divindades da mitologia bantu. Essas divindades se assemelham a Olorum e orixás da mitologia iorubá, e a Olorum e orixás do Candomblé Queto.
Vale relembrar que, diferente dos Orixás do Candomblé Queto, que são cultuados como ancestrais divinizados que intercedem por meio das forças da natureza, os inquices apresentam traços anímicos, ou seja, são as próprias forças da natureza em essência. Portanto, apesar do sincretismo que há entre orixá e inquice, os inquices majoritariamente não são atribuídos à energias humanas. Por exemplo, Dandalunda é manifestada como a própria energia das águas, desde a que nutre às raízes até as fontes dos rios; apesar da cor em seu culto ser o amarelo, não é associada a ouro e prosperidade, como Oxum.

### Cuba e República Dominicana
- Palo ou Las Reglas de Congo (com suas vertentes Palo Monte, Palo Mayombe, Brillumba e Kimbisa, todas de origem congolesa)

### Haiti e República Dominicana
- Vodu haitiano

## Outras leituras
- Bassani, Ezio (1977).  "Kongo Nail Fetishes from the Chiloango River Area," African Arts 10: 36-40
- Doutreloux, A. (1961).  "Magie Yombe," Zaire 15: 45-57.
- Dupré, Marie-Claude (1975). "Les système des forces nkisi chez le Kongo d'après le troisième volume de K. Laman,"  Africa 45: 12-28.
- Janzen, John and Wyatt MacGaffey (1974). An Anthology of Kongo Religion Lawrence, KS:  University of Kansas Press.
- Laman, Karl (1953–68).  The Kongo 4 volumes, Uppsala:  Studia Ethnografica Uppsaliensia.
- Lecomte Alain. Raoul Lehuard.  Arts, Magie te Médecine en Afrique noire. Edition A. Lecomte. 2008
- Lehuard, Raoul. (1980). Fétiches à clou a Bas-Zaire. Arnouville.
- MacGaffey, Wyatt, and John Janzen (1974).  "Nkisi Figures of the BaKongo," African Arts 7: 87-89.
- MacGaffey, Wyatt (1977).  "Fetishism Revisted:  Kongo nkisi in Sociological Perspective." Africa 47: 140-152.
- MacGaffey, Wyatt (1988).  "Complexity, Astonishment and Power:  The Visual Vocabulary of Kongo Minkisi" Journal of Southern African Studies14:  188-204.
- MacGaffey, Wyatt, ed. and transl. (1991), Art and Healing of the Bakongo Commented Upon by Themselves Bloomington, IN:  Indiana University Press.
- MacGaffey, Wyatt. "The Eyes of Understanding:  Kongo Minkisi," in Wyatt MacGaffey and M. Harris, eds, Astonishment and Power  Washington, DC:  Smithsonian Institution Press, pp. 21–103.
- MacGaffey, Wyatt (1998). "'Magic, or as we usually say 'Art': A Framework for Comparing African and European Art," in Enid Schildkrout and Curtis Keim, eds. The Scramble for Art in Central Africa. Cambridge and New York: Cambridge University Press, pp. 217–235.
- MacGaffey, Wyatt (2000).  Religion and Society in Central Africa:  The BaKongo of Lower Zaire Chicago:  University of Chicago Press.
- MacGaffey, Wyatt (2000).  Kongo Political Culture:  The Conceptual Challenge of the Particular. Bloomington:  Indiana University Press.
- Vanhee, Hein (2000). "Agents of Order and Disorder:  Kongo Minkisi," in Karel Arnaut, ed. Revisions:  New Perspectives on African Collections of the Horniman Museum. London and Coimbra, pp. 89–106.
- Van Wing, Joseph (1959).  Etudes Bakongo Brussels: Descleė de Brouwer.
- Volavkova, Zdenka (1972).  "Nkisi Figures of the Lower Congo" African Arts 5:  52-89.